# Wang Chuqin
Wang Chuqin (Jilin, 11 maggio 2000) è un tennistavolista cinese.
Nel campionati mondiali del 2023 svoltisi a Durban, ha vinto la medaglia d'argento nel singolare maschile, e due medaglie d'oro nel doppio, in coppia con Sun Yingsha per il misto e con Fan Zhendong per il maschile. Ha vinto il titolo di singolare maschile alle WTT Finals nel 2021 e al WTT Champions di Xinxiang nel 2022. È stato incoronato due volte (2022 e 2023) campione del singolare maschile al WTT Champions di Macao. Nei campionati mondiali a squadre del 2022, Wang vinse l'oro con Fan Zhendong, Liang Jingkun, Lin Gaoyuan e Ma Long. È inoltre stato il vincitore nel singolare maschile e nelle gare a squadre miste ai Giochi olimpici giovanili del 2018 a Buenos Aires.

## Carriera

### Anni 2010
Nel dicembre 2015, Wang Chuqin è stato promosso nella squadra cinese di ping pong. A dicembre, Wang Chuqin e Xue Fei hanno collaborato per vincere il campionato di doppio maschile ai Campionati mondiali giovanili 2015.
Il 3 dicembre 2017, Wang Chuqin ha gareggiato con Xue Fei per difendere il titolo al campionato di doppio maschile del Campionato mondiale giovanile.
Nell'aprile 2019, Wang Chuqin e Ma Long hanno sconfitto Ionescu e Robles 4-1 vincendo il campionato di doppio maschile ai Campionati mondiali di tennis tavolo 2019 a Budapest. A ottobre, all'Open di Svezia dell'ITTF, Wang Chuqin ha sconfitto Lin Gaoyuan 4-0, vincendo per la prima volta il singolare di un campionato Open.

### 2021
A maggio, Wang è stato selezionato come riserva della squadra cinese ai Giochi olimpici di Tokyo. Nel torneo di selezione cinese Wang ha raggiunto le semifinali perdendo contro il futuro campione Fan Zhendong 4–2.
A settembre, Wang ha perso contro Liu Dingshuo nelle semifinali dei Giochi nazionali cinesi e poi ha perso contro Liang Jingkun nella partita per la medaglia di bronzo.
Nel novembre 2021, Wang in coppia con Sun Yingsha ha vinto la medaglia d'oro nel doppio misto ai Campionati mondiali di tennistavolo.

### 2022
Nell'ottobre 2022, Wang ha sconfitto Fan Zhendong nella finale al WTT Champions di Macao.
Wang ha poi vinto anche le WTT Cup Finals, sconfitto Dang Qiu nei quarti, Ma Long in semifinale e Tomokazu Harimoto in finale.

### 2023
Nell'aprile 2023, Wang ha sconfitto Ma Long 4-0 nelle finali dei WTT Champions di Macao, vincendo l'evento per la seconda volta. Nel maggio 2023, Wang è stato medaglia d'argento dei Campionati mondiali di tennistavolo dopo essere stata sconfitto da Fan Zhendong 4–2 in finale. È stato anche medaglia d'oro sia nel doppio misto (con Sun Yingsha) che nel doppio maschile (con Fan Zhendong). 
Il 4 luglio 2023, Wang ha raggiunto la testa della classifica mondiale ITTF nel singolare maschile per la prima volta nella sua carriera.

### 2024
Wang ha partecipato ai Giochi olimpici di Parigi, vincendo il torneo di doppio misto con Sun Yingsha e la gara a squadre assieme a Fan Zhendong e Ma Long. Nel singolare ha perso contro lo svedese Truls Möregårdh ai sedicesimi di finale.